# Giuseppe Scurto
Giuseppe Scurto (ur. 5 stycznia 1984 w Alcamo) – włoski piłkarz grający na pozycji środkowego obrońcy.

## Kariera klubowa
Scurto pochodzi z Sycylii, ale piłkarską karierę rozpoczął w Genui, w tamtejszej Sampdorii, gdzie uczęszczał do szkółki piłkarskiej. Następnie wyjechał do Rzymu i podjął treningi w drużynie AS Roma. W 2004 roku został włączony do kadry pierwszej drużyny, a 7 listopada zadebiutował w Serie A w zremisowanym 1:1 wyjazdowym meczu z Milanem. Oficjalny debiut w pierwszej drużynie nastąpił jednak jeszcze 19 października w rozgrywkach Ligi Mistrzów – Roma uległa wówczas 1:3 Bayerowi 04 Leverkusen. Łącznie w Romie wystąpił w 9 spotkaniach, a latem 2005 został wypożyczony do Chievo Werona. 8 lutego 2006 zdobył pierwszego gola w Serie A, a Chievo zremisowało 1:1 z Sampdorią. W klubie z Werony grał także w sezonie 2006/2007, jednak opuścił on Serie A. Latem 2007 Scurto odszedł do drugoligowego Treviso Calcio. W 2009 roku przeszedł do Triestiny Calcio.
| Sezon   | Klub             | Kraj   | Rozgrywki | Mecze | Bramki |
| ------- | ---------------- | ------ | --------- | ----- | ------ |
| 2004/05 | AS Roma          | Włochy | Serie A   | 9     | 0      |
| 2005/06 | Chievo Werona    | Włochy | Serie A   | 12    | 1      |
| 2006/07 | Chievo Werona    | Włochy | Serie A   | 7     | 0      |
| 2007/08 | Treviso Calcio   | Włochy | Serie B   | 34    | 0      |
| 2008/09 | Treviso Calcio   | Włochy | Serie B   | 34    | 1      |
| 2009/10 | Triestina Calcio | Włochy | Serie B   | 31    | 1      |
| 2010/11 | Triestina Calcio | Włochy | Serie B   | 10    | 0      |

## Kariera reprezentacyjna
Scurto ma za sobą występy w młodzieżowych reprezentacjach Włoch w niemal każdej kategorii wiekowej. Grał w kadrze U-15 (9 meczów), U-18 (2 mecze), U-19 (4 mecze), U-20 (4 mecze) oraz U-21 (9 meczów). W 2003 roku zdobył mistrzostwo Europy U-19, a w 2006 roku wystąpił na mistrzostwach Europy U-21.